# Katedra Wniebowzięcia Najświętszej Maryi Panny w Carlow
Katedra Wniebowzięcia Najświętszej Maryi Panny w Carlow (ang. Cathedral of the Assumption) – katedra rzymskokatolicka w Carlow. Główna świątynia diecezji Kildare-Leighlin. Mieści się przy College Street.
Budowa świątyni zakończyła się w 1833, konsekrowana w 1933. Reprezentuje styl neogotycki. Posiada wieżę.